# Кулибаев, Аскар Алтынбекович
Аскар Алтынбекович Кулибаев (каз. Асқар Алтынбекұлы Құлыбаев; род. 1 июля 1937) — советский, казахстанский партийный, государственный и политический деятель. Первый секретарь Гурьевского обкома КП Казахстана (1985—1990), Народный депутат СССР (1989—1991), министр строительства, жилья и застройки территории Республики Казахстан (1993—1994, 1995—1997).

## Биография
Происходит из рода сикым племени дулат. Член КПСС в 1965—1991 гг.
С 1961 года, по окончании Казахского сельскохозяйственного института, работал электриком авторемонтного завода, в 1961—1964 годах — инженером, старшим инженером Алма-Атинского завода тяжёлого машиностроения, затем старшим инженером, инженером-конструктором Алма-Атинского электротехнического завода; с 1966 года — главным инженером, начальником спецуправления «Электромонтаж». В 1972 году — заместитель управляющего трестом «Казторгстрой», в 1972—1976 годах — заместитель управляющего трестом «Казпроммонтаж». В 1975 году окончил Казахский политехнический институт имени В. И. Ленина.
С 1976 года — на партийной и государственной работе: инструктор отдела строительства и городского хозяйства ЦК Компартии Казахской ССР (1976—1979), заместитель министра монтажных и специальных строительных работ Казахской ССР (1979—1983) — курировал строительство объектов нефтехимии на юге Казахстана. В 1981 году окончил Алма-Атинскую высшую партийную школу.
В 1983—1985 годах — председатель Алма-Атинского горисполкома; реформировал систему теплоснабжения города. С 24 декабря 1985 по 11 мая 1990 г. — первый секретарь Гурьевского обкома КП Казахстана; занимался проблемами освоения Тенгизского месторождения, строительства дорог, водоснабжения Мангистау. В 1990—1993 годах возглавлял Государственный комитет Республики Казахстан по архитектуре и строительству.
В 1993—1994 и 1995—1997 годах — министр строительства, жилья и застройки территорий Республики Казахстан, затем — председатель Комитета по жилищной и строительной политике Министерства энергетики и торговли Республики Казахстан. С 1998 года — президент, председатель совета директоров ЗАО «Национальная компания „Шёлковый путь — Казахстан“». С января 2004 года — председатель попечительского совета фонда «Мунайши» («Нефтяник») (объединяет около девяти тысяч ветеранов-нефтяников старшего поколения).
Одновременно с 1994 года — председатель Совета директоров группы компаний «Silk Way» (туристический бизнес, производство и поставка из-за рубежа стройматериалов), а также председатель общественной миротворческой организации Совет Мира и Согласия Республики Казахстан.
Избран академиком Инженерной академии Республики Казахстан и Международной инженерной академии. Член президиума, председатель Конкурсной комиссии ИА РК.

## Семья
Жена — Раиса Алдабергеновна Кулибаева.
Сыновья:
- Талгат (род. 1960) — генерал МВД Казахстана, возглавлял полицию Алма-Атинской и Жамбылской областей[2];
  - внуки — Бексултан (род. 1984), Алибек (род. 1989)
- Тимур (род. 1966) — предприниматель, женат на Динаре Назарбаевой (род. 1967), дочери первого президента Республики Казахстан Нурсултана Назарбаева;
  - внуки и внучки Алтай (род. 1990), Дениза (род. 2004), Наби (род. 2008), Алишия (род. 2010).

## Награды
- Орден «Барыс» I степени (Указ Президента Республики Казахстан от 5 декабря 2011)
- Орден Отан (Указ Президента Республики Казахстан от 10 декабря 1997)
- Государственная премия Республики Казахстан в области науки и техники (2003)
- Орден Дружбы (Россия) (19.11.2007) — за большой вклад в укрепление и развитие российско-казахстанских культурных связей[3],
- Орден Дружбы народов Указом Президиума Верховного Совета СССР от 30 июня 1987[4]
- Орден «Знак Почёта» Указом Президиума Верховного Совета СССР от 3 мая 1982
- Почётный гражданин города Алматы (15 июня 2007)
- Почётный гражданин Атырауской области (3 декабря 2010)
- Золотая медаль «Инженерная слава» (Международная инженерная академия, 2016)[5]
- Медаль «В ознаменование 100-летия со дня рождения Владимира Ильича Ленина» (1970)
- Медаль «За трудовую доблесть» (1971)
- Медаль «Ветеран труда» (1982)
- Медаль «Астана» (1998)
- Награждён благодарственным письмом Первого Президента Республики Казахстан с вручением нагрудного знака «Алтын барыс» и др.